# Estação Garibaldi-Lagunilla
A Estação Garibaldi-Lagunilla é uma das estações do Metrô da Cidade do México, situada na Cidade do México, entre a Estação Bellas Artes, a Estação Lagunilla e a Estação Guerrero. Administrada pelo Sistema de Transporte Colectivo, é uma das estações terminais da Linha 8, além de fazer parte da Linha B.
Foi inaugurada em 20 de julho de 1994. Localiza-se no cruzamento do Eixo Central Lázaro Cárdenas com o Eixo 1 Norte. Atende os bairros Guerrero, Morelos e do Centro, situados na demarcação territorial de Cuauhtémoc. A estação registrou um movimento de 9.466.095 passageiros em 2016.